# Desaparició forçada a Mèxic
La desaparició forçada a Mèxic es troba documentada des de 1980 pel Grup de Treball sobre Desaparicions Forçades o Involuntàries de l'Organització de les Nacions Unides, la qual, fins a 2017 enumerava 560 casos d'aquest tipus de crim contra la humanitat en aquest país. El 17 de novembre de 2017 el govern mexicà va sancionar la seva primera legislació en matèria de desaparició forçada amb el que va adoptar la primera definició legal d'aquest crim i va determinar els tipus penals relacionats amb ell.

## Definició
L'Organització de les Nacions Unides, a través de la Comissió de Drets Humans, ha determinat que qualsevol definició sobre desaparició forçada ha de posseir almenys tres elements acumulatius:
1. La privació de llibertat contra la voluntat de la persona interessada;
2. La participació d'agents governamentals, almenys indirectament per aquiescència;
3. La negativa a revelar la sort o el parador de la persona interessada.

A Mèxic, el tipus penal es troba definit en l'article 27 de la Llei general en matèria de desaparició forçada de persones, desaparició comesa per particulars i del sistema nacional de cerca de persones, el qual estatueix (en castellà):
| «                                                            | Artículo 27. Comete el delito de desaparición forzada de personas, el servidor público o el particular que, con la autorización, el apoyo o la aquiescencia de un servidor público, prive de la libertad en cualquier forma a una persona, seguida de la abstención o negativa a reconocer dicha privación de la libertad o a proporcionar la información sobre la misma o su suerte, destino o paradero. | » |
| — Ley general en materia de desaparición forzada de personas | |   |